# Dulibî, Turiisk
Dulibî (în ucraineană Дуліби) este localitatea de reședință a comunei Dulibî din raionul Turiisk, regiunea Volînia, Ucraina.

## Demografie
Componența lingvistică a localității Dulibî
     Ucraineană (99,21%)
     Alte limbi (0,79%)
Conform recensământului din 2001, majoritatea populației localității Dulibî era vorbitoare de ucraineană (99,21%), existând în minoritate și vorbitori de alte limbi.